# Elephant and Piggie
Elephant and Piggie är en serie bilderböcker för unga läsare av Mo Willems. De två första böckerna i serien utkom under första kvartalet 2007. Huvudpersonerna i serien är de två vännerna elefanten Gerald och grisen Piggie. Två av böckerna i serien har tilldelats Theodor Seuss Geisel-priset, en utmärkelse för barnböcker som utdelas av amerikanska Association for Library Service to Children, en del av American Library Association.

## Böcker
- Today I Will Fly! (mars 2007, Hyperion Books)
- My Friend is Sad (mars 2007, Hyperion Books)
- There is a Bird on Your Head! (juli 2007, Hyperion Books, vinnare av Theodor Seuss Geisel-priset 2008)
- I Am Invited to a Party! (juli 2007, Hyperion Books)
- I Love My New Toy! (juni 2008)
- I Will Surprise My Friend! (juni 2008)
- Are You Ready To Play Outside? (oktober 2008, vinnare av Theodor Seuss Geisel-priset  2009)
- Watch Me Throw The Ball! (mars 2009)
- Elephants Cannot Dance! (juni 2009)
- Pigs Make Me Sneeze! (oktober 2009)
- I am Going! (januari 2010)
- Can I Play Too? (juni 2010)
- We Are In A Book! (september 2010)
- I Broke My Trunk! (februari 2011)
- Should I Share My Ice Cream? (juni 2011)